# Eusphaeropeltis kedahensis
Eusphaeropeltis kedahensis är en skalbaggsart som beskrevs av Renaud Maurice Adrien Paulian 1942. Eusphaeropeltis kedahensis ingår i släktet Eusphaeropeltis och familjen Hybosoridae. Inga underarter finns listade i Catalogue of Life.